# Murdock MacQuarrie
Murdock MacQuarrie (São Francisco, 25 de agosto de 1878 – Los Angeles, 22 de agosto de 1942) foi um ator norte-americano da era do cinema mudo. Ele era irmão dos atores Albert MacQuarrie e Frank MacQuarrie.

## Filmografia[1]
- A Mulher do Dia (1942)
- As Mil e uma Noites (1942)
- Sangue de Pantera (1942), Pastor de ovelhas (não creditado)
- The House of the Seven Gables (1940)
- Os Irmãos Marx no Circo (1939), Atendente (não creditado)
- Bloqueio (1938)
- A Volta do Zorro (1937)
- A Fúria (1936)
- Tempos Modernos (1936) como Murdoch McQuarrie
- O Anjo das Trevas (1935)
- Os Miseráveis (1935)
- A Casa dos Rothschild (1934)
- A Ferro e Fogo (1934), Vítima do assassino (não creditado)
- O Médico e o Monstro (1931)